# Bill (Boevange-sur-Atter)
Bill (en luxemburguès i alemany: Bill) és una vila de la comuna de Boevange-sur-Attert situada al districte de Luxemburg del cantó de Mersch.

## Història
Bill està situat en el costat nord-est d'Helperknapp, un boscós pujol de 388 metres d'alt i important lloc de pelegrinatge. A una altra banda d'aquest pujol es troba un túmul suposadament del segle iii amb un diàmetre de 24 metres.